# St. Hugh’s Charterhouse

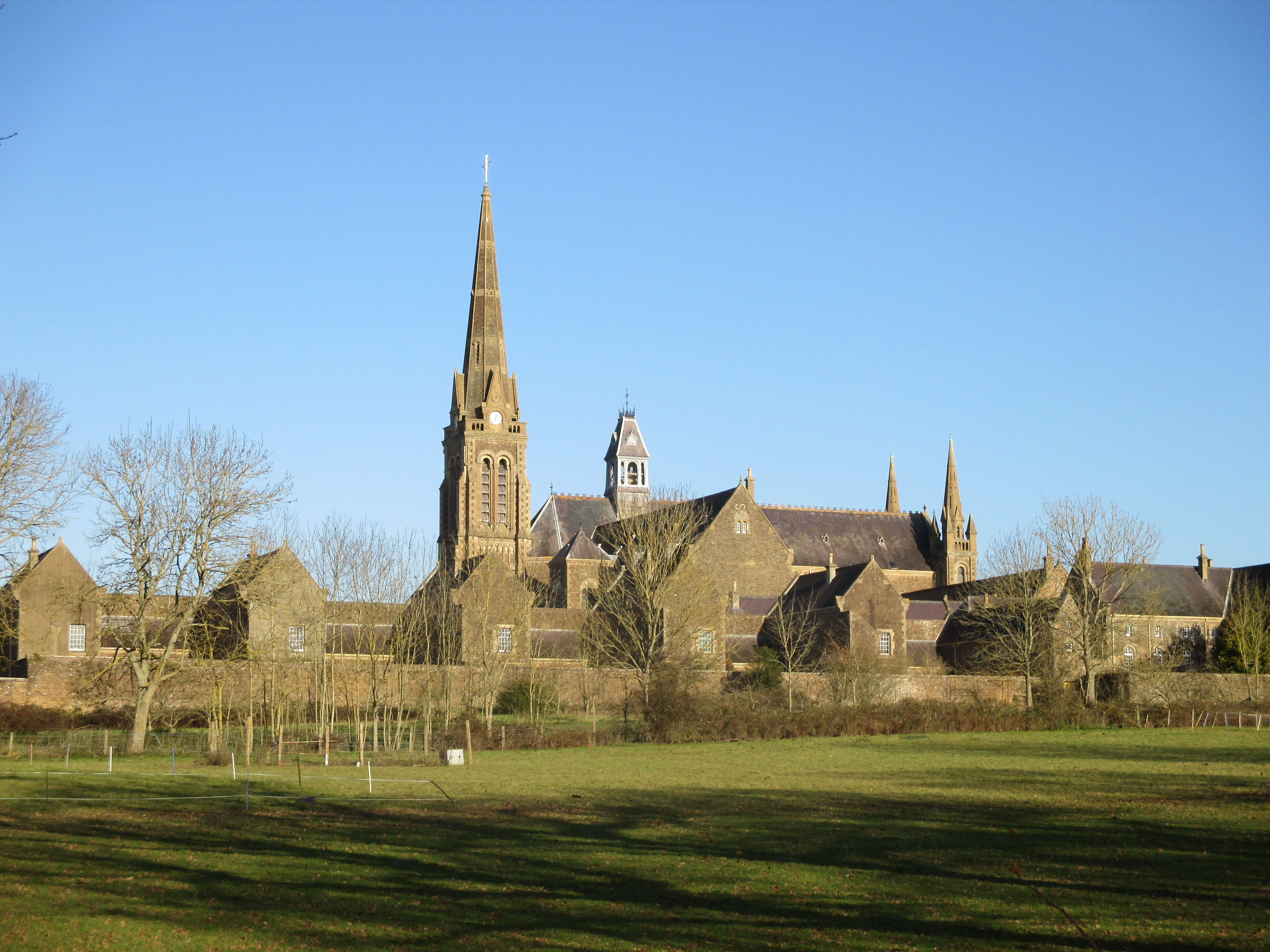
St. Hugh’s Charterhouse

St. Hugh’s Charterhouse (Kartause des hl. Hugo), auch Parkminster genannt, ist ein Kartäuserkloster in Horsham im Süden Englands. Die Kartause ist die einzige, die nach der Reformation in England entstand. 

## Geschichte
Vor der Reformation bestanden in England zwölf Kartausen, die älteste seit 1181. Der Prior dieser Kartause war der hl. Hugo, dem die Kartause von Parkminster geweiht ist. Parkminster wurde in den Jahren 1876 bis 1883 im neogotischen Stil errichtet und von den Konventen zweier Kartausen bezogen, die das europäische Festland verlassen mussten.

## Bauwerke und Ausstattung
In der Klosterkirche befinden sich unter anderem Reliquien der hll. Hugo, Bonifatius und Rosaline, darüber hinaus in der Kartause zahlreiche weitere kleinere Reliquien. Der Kapitelsaal ist mit Fresken des Martyriums der Kartäuser von London in der Zeit der Herrschaft Heinrichs VIII. ausgemalt. Der große Kreuzgang, der zu den längsten der Welt gehört, ist mehr als einen Kilometer lang. Die Kartause verfügt über 34 Zellenhäuschen für Priestermönche.
Gemäß ihrer Berufung zum einsamen Leben erlauben die Klausurvorschriften der Kartäuser keinen Zugang für die Öffentlichkeit. Die Kartause ist nicht zu besichtigen.